# سمير محمد
سمير محمد السيد عبدالعزيز جلال (مواليد 4 سبتمبر 2003) هو لاعب كرة قدم مصري يلعب في مركز المهاجم الصريح في الأهلي. بعد تألقه في قطاع الناشئين مع الأهلي وحصوله على هداف الدوري تم تصعيده للفريق الأول.

## الإحصائيات

### النادي
آخر تحديث في 1 ديسمبر 2024
| النادي   | الموسم   | الدوري                | الدوري | الدوري  | كاس الرابطة المصرية | كاس الرابطة المصرية | كأس مصر | كأس مصر | افريقيا | افريقيا | أخرى   | أخرى    | المجموع | المجموع |
| النادي   | الموسم   | الدرجة                | الظهور | الأهداف | الظهور              | الأهداف             | الظهور  | الأهداف | الظهور  | الأهداف | الظهور | الأهداف | الظهور  | الأهداف |
| -------- | -------- | --------------------- | ------ | ------- | ------------------- | ------------------- | ------- | ------- | ------- | ------- | ------ | ------- | ------- | ------- |
| الاهلي   | 2024–25  | الدوري المصري الممتاز | 2      | 0       | 0                   | 0                   | 0       | 0       | 0       | 0       | 0      | 0       | 2       | 0       |
| الإجمالي | الإجمالي | الإجمالي              | 2      | 0       | 0                   | 0                   | 0       | 0       | 0       | 0       | 0      | 0       | 2       | 0       |

## الإنجازات
الأهلي
- كأس السوبر المصري : 2024
- كأس إفريقيا وآسيا والمحيط الهادئ : 2024 [بحاجة لمصدر]